# Cattedrale Mariamita di Damasco
La cattedrale Mariamita di Damasco (in arabo الكاتدرائية المريمية‎?) è una cattedrale ortodossa nella città di Damasco, la capitale della Siria, attuale sede del patriarcato greco-ortodosso di Antiochia.